# Витковский, Франц Матвеевич
Франц Матвеевич Витковский (1786—1858) — генерал-майор, участник Кавказских походов.
Родился 11 мая 1786 года, происходил из дворян Виленской губернии.
Военную службу начал в 1800 году юнкером в 5-м артиллерийском батальоне. Произведённый в 1805 году в подпоручики, Витковский принял участие в войне с французами в 1806—1807 годах и отличился в сражениях при Гуттштадте и Фридланде.
Затем Витковский сражался с турками на Дунае и в Болгарии; в 1809 году находился при бомбардировке Браилова и Силистрии и при осаде и взятии Журжи; отличился в кампании 1811 года под Рущуком.
В 1812 году Витковский принял участие в отражении нашествия Наполеона в Россию и в последующем освободительном походе в Европу; за отличие в Битве народов под Лейпцигом произведён в штабс-капитаны и затем переведён в лёгкую № 46 роту 24-й артиллерийской бригады.
В 1816 году Витковский был переведён в понтонную № 3 роту, в 1818 году произведён в капитаны, в 1824 году — в подполковники и в 1826 году получил назначение на должность начальника школы подпрапорщиков в Бобруйске, в 1829 году был произведён в полковники. С 1830 года Витковский числился прикомандированным при 1-м кадетском корпусе. 21 декабря 1832 года Витковский, за беспорочную выслугу 25 лет в офицерских чинах был награждён орденом св. Георгия 4-й степени (№ 4703 по кавалерскому списку Григоровича — Степанова).
С 1837 года началась боевая служба Витковского на Кавказе — он был назначен комендантом в Геленджик и зачислен по армейской пехоте, с этого времени он постоянно принимал участие в походах против горцев. С 1839 года состоял при Отдельном Кавказском корпусе для особых поручений и в 1841 году назначен Александропольским комендантом. В 1846 году произведён в генерал-майоры.
Скончался Витковский 28 ноября 1858 года в Санкт-Петербурге, похоронен на Волковом лютеранском кладбище.